# Estadio General Seyni Kountché

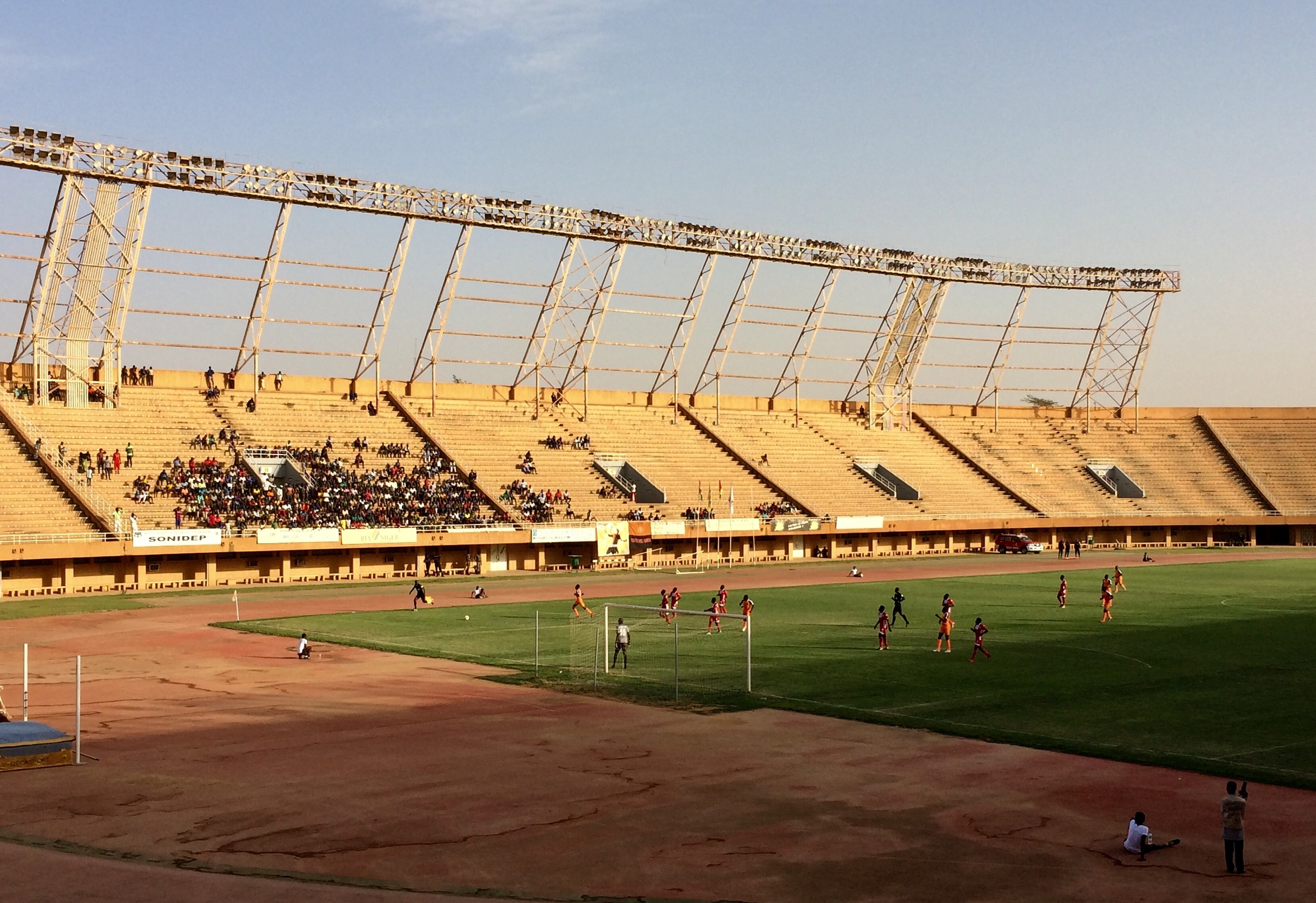
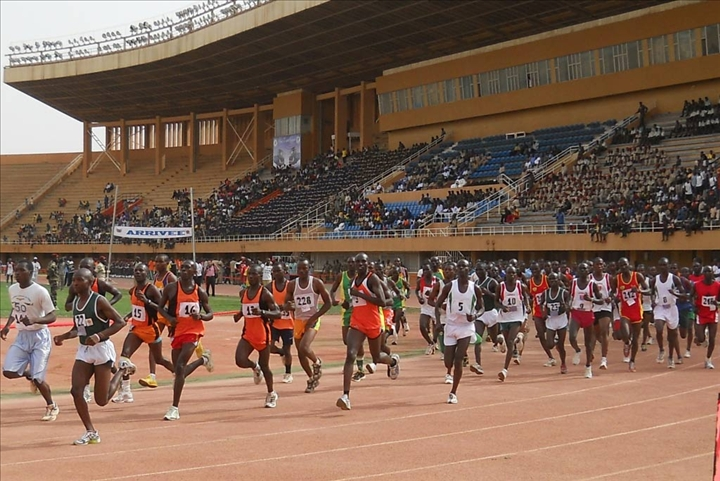

El Estadio General Seyni Kountché (en francés:Stade Général Seyni Kountché) es un estadio de usos múltiples ubicado en la ciudad de Niamey, la capital del país africano de Níger. El estadio tiene una capacidad aproximada de 35 000 personas. Debe su nombre a Seyni Kountché expresidente militar de Níger entre los años 1974 y 1987. También es utilizado para partidos de rugby